# Blodsugande löss
Blodsugande löss (Anoplura), eller äkta löss, är en underordning, med ungefär 500 arter, i ordningen djurlöss. 
De är värdspecifika och lever som ektoparasiter genom att suga på däggdjur. De har reducerade ögon, är vinglösa och har sugande mundelar. De genomgår en inkomplett metamorfos. Deras ben har kloliknande utskott anpassade för att klänga sig fast med.
Några välkända blodsugande löss är sådana som drabbar människan, som flatlus (Phthirus pubis) och människolus (Pediculus humanus), med underarterna huvudlus (Pediculus humanus capitis) och klädlus (Pediculus humanus humanus).

## Familjer (i bokstavsordning)
- Echinophthiriidae - sällöss, 12 arter
- Enderleinellidae - ekorrlöss, 54 arter
- Haematopinidae - hovdjurslöss, 21 arter
- Hamophthiriidae - Hamophthirius galeopitheci
- Hoplopleuridae - gnagarlöss, 157 arter
- Hybophthiridae - Hybophthirus notophallus
- Linognathidae - nötlöss, 70 arter
- Microthoraciidae - 4 arter
- Neolinognathidae - 2 arter
- Pecaroecidae - Pecaroecus javalii
- Pedicinidae - 14 arter
- Pediculidae - människolöss, 4 arter
- Phthiridae - flatlöss, 2 arter
- Polyplacidae - ledlöss, 192 arter
- Ratemiidae - 3 arter